# Acrocephalus orinus
El carricero picudo (Acrocephalus orinus)  es una especie de ave paseriforme de la familia Acrocephalidae propia de Asia. La especie fue conocida por un único espécimen encontrado en la India el año 1867 y redescubierta el año 2006 en Tailandia, 139 años después. La identidad del ave encontrada en Tailandia, que después de ser anillada fue liberada, se reconoció comparando el ADN de ambas. Después del redescubrimiento un segundo espécimen fue encontrado en la colección del Museo de Historia Natural de Tring que había sido capturado en 1869.

## Historia
La primera captura fue realizada por Allan Octavian Hume en el valle Sutlej cerca de Rampoor, Himachal Pradesh, (al norte de la India) el 13 de noviembre de 1867. Ese espécimen fue el primero, provisoriamente nombrado como Phyllopneuste macrorhyncha (Hume, 1869) pero el nombre fue cambiado dos años después a Acrocephalus macrorhynchus (Hume, 1871). Sin embargo H C Oberholser el año 1905 apuntó que era inaceptable porque un espécimen de Egipto descrito por von Müller en 1853 como Calamoherpe macrorhyncha terminó siendo Acrocephalus stentoreus, Acrocephalus macrorhynchus fue abandonado en favor de A. orinus. La identidad de ambas especies se cuestionó hasta que el año 2002 fueron considerados como una sola especie, llamada Carricero Aclamador (Acrocephalus stentoreus). Una revisión reciente de su morfología y de su ADN mitocondrial sugirió que eran especies diferentes.

## Redescubrimiento
El 27 de marzo de 2006 fue capturado un segundo espécimen por investigadores de la Universidad Tailandesa de Mahidol, en una planta de tratamiento de aguas en la provincia de Phetchaburi, a unos 150 km de Bangkok en Tailandia.
La muestra de ADN fue compara con la de la otra ave encontrada en el siglo XIX para confirmar su identidad. Basándose en sus alas cortas, los estudios sugieren que esta ave acostumbra a hacer migraciones cortas o simplemente no lo hacen.